# Villanueva de Gállego
Villanueva de Gállego (aragónul Villanueva de Galligo) község Spanyolországban,  Zaragoza tartományban. Villanueva de Gállego Zaragoza és Zuera községekkel határos. Lakosainak száma 4814 fő (2024).

## Népesség
A település népessége az utóbbi években az alábbiak szerint változott:
| Lakosok száma | 3271 | 3662 | 4013 | 4255 | 4611 | 4616 | 4656 | 4720 | 4769 | 4814 |
|               | 2001 | 2004 | 2007 | 2009 | 2012 | 2014 | 2017 | 2019 | 2022 | 2024 |